# I Wonder Why
I Wonder Why är en doo wop-låt skriven av Maxwell Anderson (text) and Ricardo Weeksmed och inspelad av Dion and the Belmonts 1958. The Alley Cats gjorde en cover på två CD, och även  Showaddywaddy.